# ゾスの足音
『ゾスの足音』（ゾスのあしおと）は、日本のホラー小説家朝松健によるホラー小説。クトゥルフ神話の1つ。
『S-Fマガジン』（早川書房）にて、1994年2月号に掲載された。長らく単行本未収録であったが、2017年に短編集『アシッド・ヴォイド』に収録された。
1980-90年代のテレビ業界を題材としており、主人公は軽はずみに秘儀に関わったことで破滅する。何がどこまで真実なのかわからない、幻惑的なストーリーになっている。オカルトについて末尾に注釈がついているが、この注釈自体が作品の一部であり、真に受けると虚実を見失う。

## あらすじ
映像制作プロの矢来、漆原、仲町は3人のチームワークで幾つものオカルト番組を作っていたが、90年代になると売上が激減する。199X年1月、テレビ局本社Pのもとに「UFOは宇宙人の乗り物ではなく、魔術師が外宇宙から呼び出した知的生命体である」「中世魔女儀式に現れた黒い男と、現代のMIBは同じものである」という怪文書ハガキが届く。Pから話を聞いた3人は興味を抱き、目新しいネタになると企画を立ち上げる。
ネタを追いかけていた仲町は、5月にイギリス出張に出かけ、6月23日にロンドンのホテルで密室から消失する。調査資料によると、仲町は、UFOと魔術の関わりについて、古本屋から情報を仕入れ、魔術師クロウリーの研究家を紹介されたのだという。
7月31日、矢来と漆原は渡英する。ガイドであるドリー・ヴァレンタイン女史は70代の老婆と聞いていたが、出迎えた彼女は若い美女であり、漆原は困惑するも、矢来は相棒の勘違いと片付ける。ドリーは、仲町の失踪前日の夕刻に彼女に会ったと証言し、また彼女のもとに政府筋を名乗る正体不明の女2人が訪ねて来ていたらしいとも言う。矢来と漆原は、仲町が泊まっていた宿を調べるが何もわからない。2人が宿で酒を飲みながら会話していると、どこからともなく長身褐色肌の黒衣の男が現れ「ゾスの足音を聞いたか」「哄笑者の気配を嗅ぎ分けたか」と尋ねて消える。2人は幽霊に混乱するも、漆原は幻覚だろうと言い、矢来も自分たちの正気を保証するためには首肯するしかなかった。
翌日、ドリーと共に古本屋に向かおうとしたところ、ちょうど火事が起こって店が炎上し、店主も死亡したことを知らされ、できすぎた偶然に不穏さを覚える。続いて3人はエヴァンズ氏の邸宅を訪問する。氏の論は2人にとっては難解なだけであったが、AOスペアが「黒鷲」と呼んだ人物の特徴が、昨日2人が目撃した幽霊と一致することを知り、戦慄する。続いて小柄な老婦人が入って来るが、漆原は彼女を見るなり自分の知っているヴァレンタイン女史だと叫ぶ。2人はドリーの姿を探すも、エヴァンズ氏は矢来と漆原が2人だけで来たと言うのみ。女史は、古書店は6月20日に仲町を連れて行こうとする直前に火事になったと述べる。氏は、パターソン夫人とは、スペアに妖術の手ほどきをした魔女の名前であると言う。そしてスペアの絵画のタイトルは「ゾスの足音」、宿が焼失したため現存せず、またその宿の場所は2人が宿泊しているB&Bと一致する。
矢来と漆原は、いったい何がどこまで真実なのかわからず、戸惑う。ついに関係者全員がグルであり、魔術に首を突っ込む愚かな日本人2人を騙して、仲町同様に葬り去ろうとしているのではないかと、疑心暗鬼に陥る。2人は混乱したまま、老女史によって見たこともないホテルに連れ戻されたが、ホテルの従業員たちは皆2人を見知っており、部屋には荷物が待っていた。2人はそれから一週間、呆然としたまま老女史に各地に連れ回されるも、まったく頭に入ってこない。8月11日、ようやくホテルに戻ったとき、仲町の幻影を見るがすぐに消える。
続いて「ドリー」から手紙が届き、とあるパブへと呼び出されるが、そこで爆発に巻き込まれる。漆原は即死し、矢来は救急病院に運ばれる。IRAのテロ犯によるものと報道されたが、矢来は信じない。矢来は自分の体験を書き記し、日本の同僚宛に軽はずみに魔術に首を突っ込まないよう警告する。隠された神秘を一般人が見ても、発狂するか殺されるだけであろう。文面は正気を失ったものになっていき、「病室の外からあいつの足音が聞こえてくる」と記した後に自分で医療器具を外して自殺を示唆したところで中断し、手紙が日本のオフィスに届けられる。
調査の結果、矢来の報告書に記されるサイモン・エヴァンズなる人物はロンドンには存在しなかった。矢来チーフの企画は、別人に引き継がれて正月特番として放送される予定である。

## 主な登場人物
主要人物
- 矢来波夫 - 語り手。ニジテレビ「木曜世界裏ワールド」第三スタッフのチーフ。映像制作プロダクション「オフィス飛燕」に出向中。企画担当。
- 漆原 - 取材担当。
- 仲町真紀子 - オフィス飛燕のプロデューサー。31歳。資料や人脈の担当。

イギリスの人物
- ドリーン・ヴァレンタイン - ガイド兼通訳。71歳。漆原とは顔見知り。
- ドリーン・ヴァレンタイン（ドリー） - ブルネットの美女。30歳ほど。
- ルイス・チェズニー老 - オカルト本を扱う古書店「妖婆亭」店主。83歳。仲町に助言を与えたという。偶然死んだ。
- パターソン夫人 - B&Bの女将。仲町と、矢来&漆原を宿泊させる。70代。そんな宿はない。
- サイモン・エヴァンズ - クロウリーの研究家。60代の紳士。そんな人物はいない。
- 黒衣の男 - 幽霊か。

魔術関係
- アレイスター・クロウリー（1875-1947） - 近代西洋魔術師。幾つもの魔術結社を遍歴・創設。晩年はUFOに興味を示していた。
- ケネス・グラント（1927-2011[注 1]） - クロウリー最晩年の弟子。ラヴクラフティアン。ゾスについて書き残している。
- A・O・スペア（1886-1956） - 画家。クロウリーが創設した「銀の星団」のメンバー。「ゾスの足音」という絵画を描いた。
- 「黒鷲」 - スペアに霊感を授けた超次元知性体。黒い男の姿をとる。
- ジョン・W・パーソンズ（1914-1952） - アメリカのロケット工学の先駆者。クロウリーのカルトに熱中し、最終的には爆発事故で死亡した。
- ゾス（Zos） - 哄笑者。裸足の子供の群れを連想させる足音を立てる。
- ヨス＝トラゴン - 矢来が書き残している、謎の固有名詞。

## 収録
- アトリエサード『アシッド・ヴォイド』朝松健